# Józef Kaczoruk
Józef Kaczoruk ps. „Kiwi”, „Ryszard” (ur. 14 marca 1915 w Honiatyczach, zm. 30 kwietnia 1994 we Wrocławiu) – podporucznik Armii Krajowej, dowódca kompanii Armii Krajowej „Wiklina”.

## Życiorys
Przed II wojną światową był podoficerem zawodowym Korpusu Ochrony Pogranicza w Wilnie. Podczas kampanii wrześniowej był dowódcą plutonu karabinów maszynowych walczył pod Kutnem i Krasnobrodem, walcząc z sowietami został ranny. Aresztowany i zesłany do Rosji, uciekł z transportu. Po powrocie w rodzinne strony (ziemia zamojska) od 1940 działał w ZWZ. Po powstaniu Armii Krajowej kierował oddziałem „Wiklina”, prowadzącym działania zbrojne w obronie ludności polskiej przeciwko Niemcom, jak i UPA. Stan kompanii „Wiklina” pod koniec okupacji niemieckiej wynosił ok. 256 żołnierzy. Uczestnik powstania zamojskiego. Najważniejsze akcje zbrojne, w których dowodził to: akcja odwetowa na wieś Cieszyn, bitwa o Frankamionkę, kol. Honiatyczki i Honiatycze, pod Czartorią oraz obrona Kazimierówki w 1944.
W lipcu 1944 został zmuszony do ujawnienia się z całym oddziałem przed nowymi władzami Polski. Został oskarżony o prowadzenie działalności dywersyjnej i aresztowany. W 1946 wyjechał do Wrocławia. Nadal był wielokrotnie zatrzymywany przez UB (do 1956). Ukończył studia budowlane, pracował jako inspektor budowlany dla Dyrekcji Poczty Polskiej we Wrocławiu. Od władz polskich w Londynie otrzymał awans na stopień kapitana. Był odznaczony wieloma orderami i medalami za działalność wojenną i zawodową. Pochowany na Cmentarzu Osobowickim we Wrocławiu.

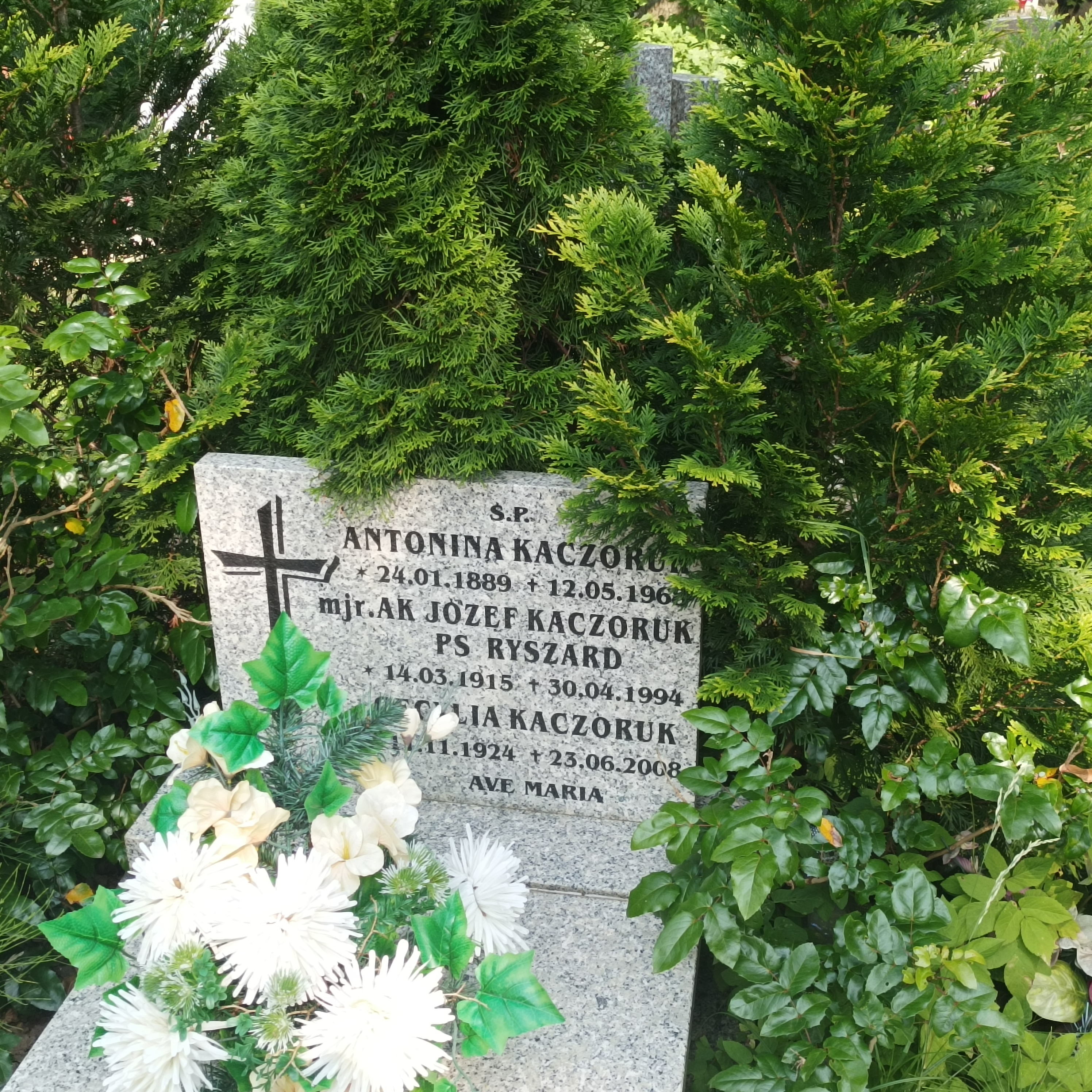
Grób Józefa Kaczoruka na Cmentarzu Osobowickim

## Ordery i odznaczenia
- Krzyż Walecznych
- Srebrny Krzyż Zasługi z Mieczami[2]